# Ringkøbing Fjord
Ringkøbing Fjord este o arie protejată (arie de protecție specială avifaunistică — SPA) din Danemarca întinsă pe o suprafață de 28.459 ha, integral pe uscat.

## Localizare
Centrul sitului Ringkøbing Fjord este situat la coordonatele 55°55′16″N 8°16′25″E / 55.921111°N 8.273611°E.

## Înființare
Situl Ringkøbing Fjord a fost declarat arie de protecție specială avifaunistică în mai 1983 pentru a proteja 37 de specii de animale.

## Biodiversitate
Situată în ecoregiunea atlantică, aria protejată nu include niciun habitat protejat.
La baza desemnării sitului se află mai multe specii protejate de  păsări (37): rață sulițar (Anas acuta), rață lingurar (Anas clypeata), rață pitică (Anas crecca), rață fluierătoare (Anas penelope), gâscă cenușie (Anser anser), gâscă cu cioc scurt (Anser brachyrhynchus), ciuf de câmp (Asio flammeus), buhai de baltă (Botaurus stellaris), Branta bernicla bernicla, Branta leucopsis, Bucephala clangula, fugaci de țărm (Calidris alpina), Calidris alpina schinzii, Charadrius morinellus, erete de stuf (Circus aeruginosus), erete vânăt (Circus cyaneus), erete cenușiu (Circus pygargus), Cygnus columbianus bewickii, lebădă de iarnă (Cygnus cygnus), lebădă de vară (Cygnus olor), șoim de iarnă (Falco columbarius), șoim călător (Falco peregrinus), lișiță (Fulica atra), codalb (Haliaeetus albicilla), sitar de mal nordic (Limosa lapponica), ferestrașul mare (Mergus merganser), vultur pescar (Pandion haliaetus), Phalacrocorax aristotelis, bătăuș (Philomachus pugnax), lopătar (Platalea leucorodia), ploier auriu (Pluvialis apricaria), cresteț pestriț (Porzana porzana), ciocântors (Recurvirostra avosetta), chiră de baltă (Sterna hirundo), Sterna paradisaea, chiră de mare (Sterna sandvicensis), călifar alb (Tadorna tadorna).